# Мелвуд

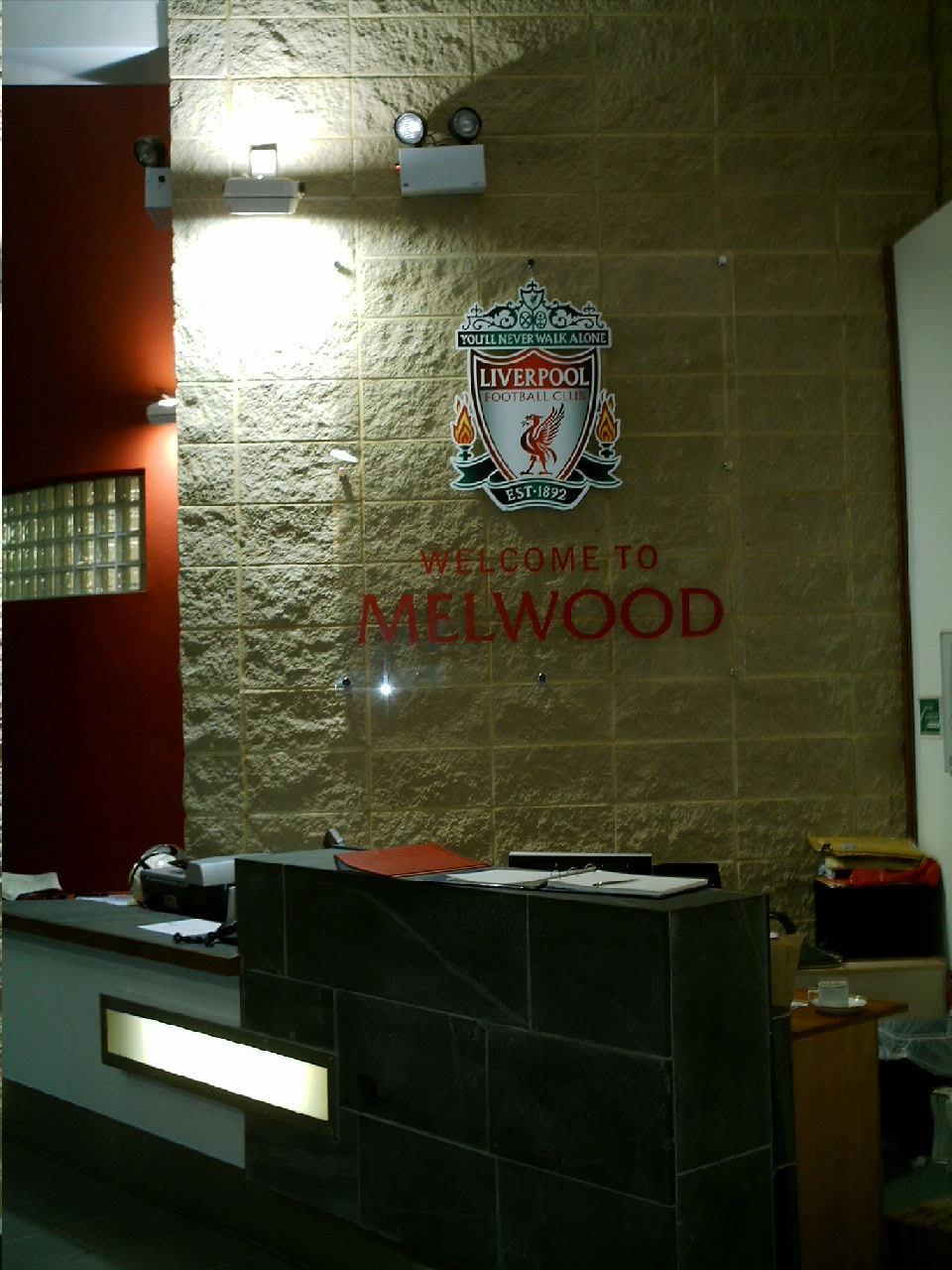
Мелвуд

«Мелвуд» (англ. «Melwood») — тренувальна база футбольного клубу «Ліверпуль», розташована в передмісті Ліверпуля Західному Дербі. Мелвуд не пов'язаний безпосередньо з Академією клубу, що знаходиться в Кьоркбі.

## Історія

### Доба Шенклі
Мелвуд є базою «Ліверпуля» з 1950-х років. Поле раніше належало місцевій школі святого Франциска Ксаверія. Майданчик використовувався для заняття ігровими видами спорту, і святі отці Меллінг і Вудлок, що викладали в школі, вчили хлопчиків грати у футбол. На згадку про цих священиків і їх працю поле одержало назву по перших складах їхніх імен .
У 1959 році, коли Біл Шенклі очолив «Ліверпуль», Мелвуд перебував у жахливому стані. Саме під керівництвом шотландського тренера була проведена модернізація, яка дозволила стати базі однією з самих передових в Англії. Тут він представив свою систему тренувань, на яких футболісти грали п'ять на п'ять, щоб засвоїти головний принцип Шенклі — «Віддавай пас і рухайся» (англ. Pass and Move).
Традиційно гравці зустрічалися та переодягалися на Енфілді та сідали в клубний автобус, який відвозив їх у Мелвуд. Після тренування автобус відвозив їх назад на Енфілд, де вони приймали душ, переодягалися та їли. Таким чином Шенклі міг бути впевнений, що його гравці правильно «остудили» м'язи, і мав можливість уберегти їх від травм. Можливо, саме цей прийом дозволив «Ліверпулю» стати чемпіоном у сезоні 1965/1966 років, використавши по ходу сезону лише 14 гравців, двоє з яких провели всього по парі матчів.

### Сучасність
У січні 2001 року «Ліверпуль» розпочав роботи зі зведення Павільйону Тисячоліття — сучасного комплексу для гравців і тренерів, розробленого за участю Жерара Ульє. Французький фахівець виступив також головним натхненником цього проекту.
У Мелвуді є критий простір для запрошених спостерігачів. Тренування починаються рано вранці. Гравці повинні прибути приблизно до 9 ранку. Друга частина тренувань проводиться ввечері.

## Оснащення бази
- Зал для прес-конференцій та зустрічей
Цей зал використовується головним тренером для проведення прес-конференцій. Також тут проходять зустрічі тренерського штабу і гравців, на яких вони готуються до матчів.
- Роздягальні
- Зона реабілітації
- Медичний кабінет
Тут знаходиться скануючий апарат для уважного вивчення травм, отриманих гравцями в іграх і на тренуваннях.
- Поля зі штучним покриттям
- Тренувальні поля
У Мелвуді є кілька повнорозмірних полів, а також поле, яке може використовуватися при будь-якій погоді.
- Гімнастичний зал
- Плавальний басейн
У кожного гравця є персональний ключ-карта, на якій зберігається персональна інформація. Є також кімната, в якій занижено вміст кисню, вона використовується, в основному, для реабілітації, оскільки такі умови дозволяють гравцям швидше відновлюватися, імітуючи тренування високо в горах.
- Зона відпочинку
- Ресторан
- Зона роздачі автографів
- Кімната тактичної підготовки